# 魏卓
魏卓（14世紀—15世紀），字與立，號五湖，江西建昌府廣昌縣人，明朝政治人物。

## 生平
魏卓是洪武十七年（1384年）的舉人，次年（1385年）聯捷進士，因策對詳核超擢御史巡視河南，皇帝朱元璋欣賞其才能，讓他巡視畿內，並賜出入佩劍，讓他便宜行事。
當時某內戚暴虐，魏卓數次上言，朱元璋卻拘泥於議戚條文未成不願行刑，某人後來更加橫行無忌，他立刻正法，皇帝暗喜，但內庭眾怒要求抓拿質問，他自縛上陳，皇帝正色禮遇，賜酒說：「御酒同卿飲，鋒刀不肯饒。」打算讓他乞求免死，他應聲說：「寧為忠諫死，何慮帝心焦。」皇帝不悅，忤旨而處決，不久打算改期赦免已來不及。朱元璋非常懊悔，將行刑者連坐，賜祭葬並復其官，入祀鄉賢祠。

## 引用
1. 1 2  同治【江西】《廣昌縣志·卷五·人物志》：魏卓，字與立，號五湖，洪武登進士，以策對詳核超擢御史，命巡視河南，剛斷廉明毫無枉狥，上嘉其能，復敕巡視畿內，賜出入佩劔，凡戚里勳閥怙過府辜者得以便宜行事。時內戚某橫暴甚，卓數言於上，上狃於議戚條未即加辟，後益橫，卓乃立置之法，上深自喜，而內庭恚怒泣愬，祈得卓而甘心也。質明卓自詣關陳狀，上霽色禮之，賜之酒曰：「御酒同卿飲，鋒刀不肯饒。」意卓乞哀也。卓應聲曰：「甯為忠諫死，何慮帝心焦。」當時殊忤旨，令金吾引出戮，之期日中赦之已無及，上深追悔，連坐諸典刑者賜塟，復其官，祀鄉賢。
2. ↑  同治【江西】《廣昌縣志·卷四·選舉志》：明鄉舉 洪武十七年甲子科 魏卓 乙丑進士……明進士……洪武十八年乙丑丁顯榜 魏卓 聯捷，御史